# Tuckahoe-Cohee
Tuckahoe var en betegnelse, som i det 18. og 19. århundrede blev anvendt til at beskrive en social klasse i USA, nemlig plantageejere med slavehold i lavlandet i Virginia, Nord- og Syd Carolina, med alt hvad hertil hørte af økonomiske, politiske, sociale og etniske karakteristika. 
I modsætning hertil var der Cohee klassen. Cohee klassen var typisk ikke-anglikansk, fattig, havde ikke slaver, var hårdtarbejdende uafhængige farmere, som bosatte sig inde i bakke- og bjergområderne i Virginia og Nord- og Sydcarolina. 
Begrebet Tuckahoe stammer fra Powhatan indianerne og er betegnelsen for en spiselig plante, som findes i kystområderne af Virginia og Carolina. 
Begrebet “cohee” er skotsk-irsk dialekt for “quoth he” i betydningen “he said”. Begrebet cohee er derfor nært knyttet til de prebyterianske skotter og irere, som bosatte sig i det vestlige Virginia og North Carolina.
En af de væsentligste forskelle mellem tuckahoe og cohee nybyggere var deres syn på slaveri som moralsk institution. Coheeerne var enten modstandere eller skeptiske overfor slaveri, mens tuckahoeernes følelser i overvejende grad var positive overfor slaveriet. 
Tuckahoe, som klasse forsvandt brat med slavernes frigivelse ved slutningen af den amerikanske borgerkrig i 1865. Hermed forsvandt det økonomiske grundlag for de store plantager og dermed den aristokratiske plantagelivsstil. 